# مایکل فریبرگ
مایکل فریبرگ (انگلیسی: Michael Freiberg؛ زادهٔ ۱۰ اکتبر ۱۹۹۰) دوچرخه‌سوار اهل استرالیا است.